# ぎふ新春マラソン
新春ぎふシティマラソン（しんしゅんぎふシティマラソン）は、岐阜県岐阜市で行われる岐阜市等が主催する市民マラソン大会である。
第1回は1951年に「ぎふ越年マラソン」として開催され、1967年の第16回大会から「ぎふ元日マラソン」、1992年の第41回大会から、現在の名称である「ぎふ新春マラソン」として毎年初め第1日曜日に開催されている。
岐阜メモリアルセンターの長良川陸上競技場をスタートとし岐阜メモリアルセンター周辺を走るコースで、年齢、性別の6部門など計8部門がある。 参加費は無料。
岐阜市で年始に行われるマラソン大会はこの大会のほか、元旦に高橋尚子ロードで行われる「ぎふ元旦マラソン大会」（主催：NPO法人ぎふ長良川走ろう会）があるがこのマラソン大会との関係はない。
2021年は新型コロナウイルスの影響で中止した。

## 主催
- 岐阜市
- 岐阜市教育委員会
- 岐阜市体育協会

## 区分
- 1部 - 30歳以上女子（3km）
- 2部 - 50歳以上男子（3km）
- 3部 - 中学生女子（3km）
- 4部 - 一般女子（3km）
- 5部 - 中学生男子（3km）
- 6部 - 一般男子（5.5km）

- 親子ジョギングの部（1.2km）
- 車椅子の部　A（0.8km）
- 車椅子の部　B（0.4km）